# Liste der Nationalräte des Kantons Glarus
Diese Liste zeigt alle Mitglieder des Nationalrates aus dem Kanton Glarus seit Gründung des Bundesstaates im Jahr 1848 bis heute.

## Nationalräte
| Name               | Partei/Fraktion                | Amtszeit  | Geboren | Gestorben |
| ------------------ | ------------------------------ | --------- | ------- | --------- |
| David Baumgartner  | SP                             | 1965–1978 | 1908    | 1999      |
| Eduard Blumer      | DL/DP                          | 1899–1925 | 1848    | 1925      |
| Rudolf Gallati     | LM/FDP                         | 1887–1904 | 1845    | 1904      |
| Rudolf Gallati jr. | FDP                            | 1935–1943 | 1880    | 1943      |
| Jacques Glarner    | FDP                            | 1959–1970 | 1908    | 1974      |
| Alfred Heer        | FDP                            | 1970–1971 | 1917    | 1999      |
| Joachim Heer       | LM                             | 1857–1875 | 1825    | 1879      |
| Fritz Hösli        | SVP                            | 1978–1991 | 1922    | 2002      |
| Caspar Jenny       | FL                             | 1848–1859 | 1812    | 1860      |
| Heinrich Jenny     | FDP                            | 1914–1935 | 1861    | 1937      |
| Peter Jenny        | FL                             | 1866–1872 | 1824    | 1879      |
| Peter Jenny        | LM                             | 1859–1866 | 1800    | 1874      |
| Franz Landolt      | SP                             | 1959–1965 | 1901    | 1965      |
| Martin Landolt     | BDP (bis 2020) Mitte (ab 2021) | 2009–2023 | 1968    |           |
| David Legler       | DP                             | 1904–1914 | 1849    | 1920      |
| Werner Marti       | SP                             | 1991–2008 | 1957    |           |
| Christian Meier    | SP                             | 1943–1959 | 1889    | 1959      |
| Charles Mercier    | LM                             | 1884–1887 | 1844    | 1889      |
| Kaspar Schindler   | DL                             | 1884–1898 | 1832    | 1898      |
| Markus Schnyder    | SVP                            | 2023–     | 1988    |           |
| Hans Schuler       | FDP                            | 1946–1959 | 1899    | 1977      |
| Hans Trümpy        | DP                             | 1937–1943 | 1891    | 1974      |
| Johannes Trümpy    | LM                             | 1851–1857 | 1798    | 1861      |
| Niklaus Tschudi    | FL                             | 1872–1884 | 1814    | 1892      |
| Rudolf Tschudy     | DP                             | 1925–1937 | 1878    | 1937      |
| Esajas Zweifel     | LM                             | 1876–1884 | 1827    | 1904      |
| Ludwig Zweifel     | FDP                            | 1943–1946 | 1888    | 1953      |

## Parteiabkürzungen
- BDP: Bürgerlich-Demokratische Partei
- DP: Demokratische Partei
- FDP: Freisinnig-Demokratische Partei, seit 2009 FDP.Die Liberalen
- Mitte: Die Mitte
- SP: Sozialdemokratische Partei der Schweiz
- SVP: Schweizerische Volkspartei

Sonstige Parteiströmungen oder -richtungen:
- DL: Demokratische Linke (Demokraten, sozialpolitische Gruppe)
- FL: Freisinnige Linke (Freisinnige, Radikale, Radikaldemokraten)
- LM: Liberale Mitte (Liberale, Liberaldemokraten)

## Quelle
- Datenbank aller Ratsmitglieder. Website der Bundesversammlung.